# الطريق المحلية رقم 300

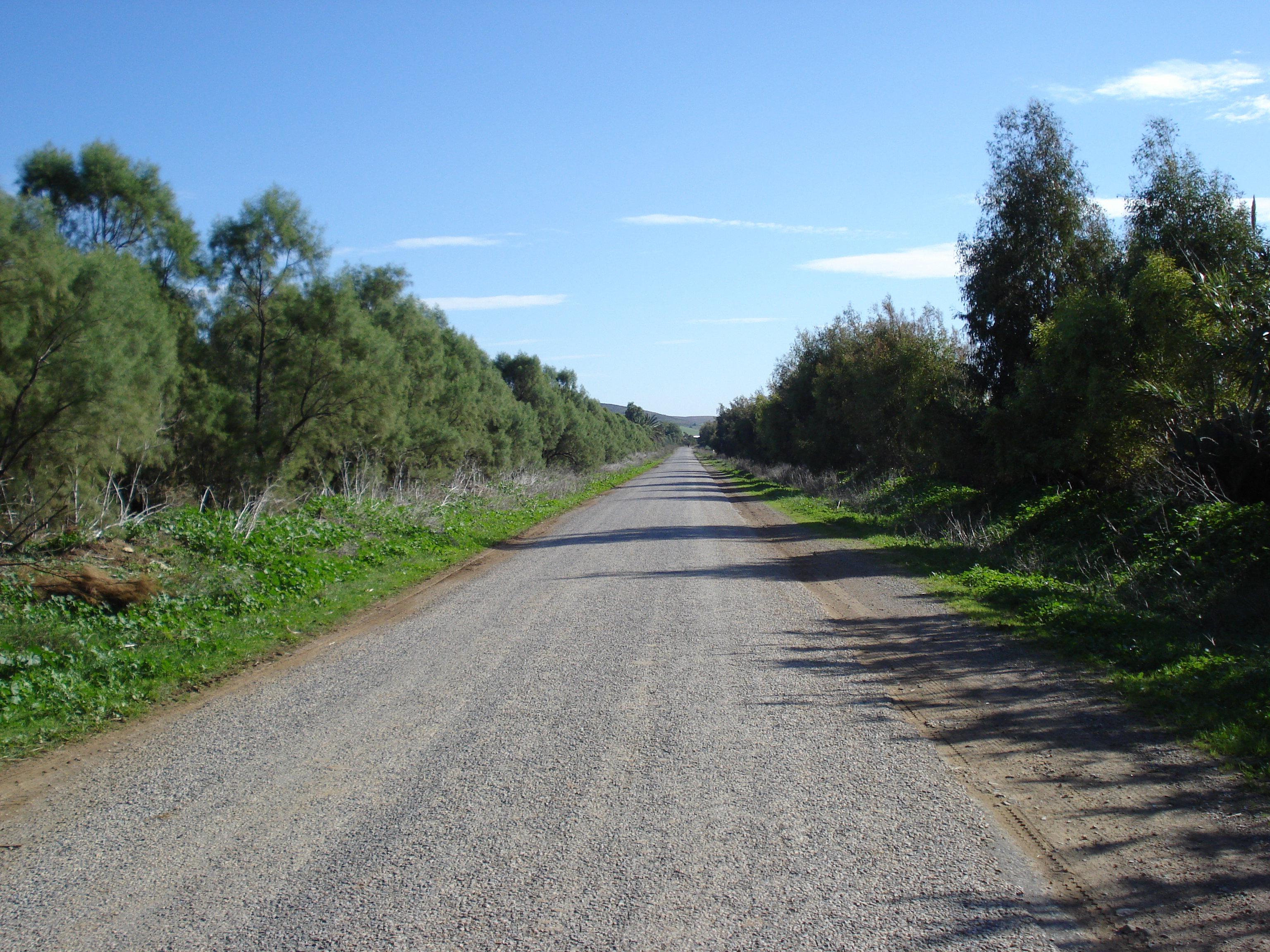
الطريق المحلية رقم 300

الطريق المحلية رقم 300 أو ط م 300 طريق فرعية تونسية تصل بين الطريق الجهوية رقم 51 (على مستوى قرية سيدي أحمد) وقرية بشاطر.